# Coppa del Mondo di slittino 1987
La Coppa del Mondo di slittino 1986/87, decima edizione della manifestazione organizzata dalla Federazione Internazionale Slittino, ebbe inizio il 13 dicembre 1986 a Sarajevo, in Jugoslavia, e si concluse il 1º marzo 1987 a Lake Placid, negli Stati Uniti. Furono disputate 21 gare, sette per ogni tipologia (singolo uomini, singolo donne ed il doppio), in 7 differenti località. Nel corso della stagione si tennero anche i Campionati mondiali di slittino 1987 ad Igls, in Austria, competizione non valida ai fini della Coppa del Mondo.
Le coppe di cristallo, trofeo conferito ai vincitori del circuito, furono assegnate all'italiano Norbert Huber per quanto concerne la classifica del singolo uomini, la tedesca dell'est Cerstin Schmidt conquistò il trofeo del singolo donne mentre la coppia della Germania occidentale formata da Thomas Schwab e Wolfgang Staudinger si aggiudicò la vittoria del doppio.

## Risultati
| Data                          | Località    | Nazione        | Specialità       | Primi classificati                               | Secondi classificati                                                                          | Terzi classificati                               |
| ----------------------------- | ----------- | -------------- | ---------------- | ------------------------------------------------ | --------------------------------------------------------------------------------------------- | ------------------------------------------------ |
| 13-14 dicembre 1986           | Sarajevo    | Jugoslavia     | Donne – Singolo  | Veronika Oberhuber Italia                        | Marie-Luise Rainer Italia                                                                     | Cammy Myler Stati Uniti                          |
| 13-14 dicembre 1986           | Sarajevo    | Jugoslavia     | Uomini – Singolo | Norbert Huber Italia                             | Markus Prock Austria                                                                          | Sergej Danilin Unione Sovietica                  |
| 13-14 dicembre 1986           | Sarajevo    | Jugoslavia     | Uomini – Doppio  | Stefan Ilsanker Georg Hackl Germania Ovest       | Miroslav Zajonc Timothy Nardiello Stati Uniti                                                 | Hansjörg Raffl Norbert Huber Italia              |
| 10-11 gennaio 1987            | Valdaora    | Italia         | Donne – Singolo  | Marie-Luise Rainer Italia                        | Annefried Göllner Austria                                                                     | Gerda Weissensteiner Italia                      |
| 10-11 gennaio 1987            | Valdaora    | Italia         | Uomini – Singolo | Paul Hildgartner Italia                          | Norbert Huber Italia                                                                          | Thomas Jacob Germania Est                        |
| 10-11 gennaio 1987            | Valdaora    | Italia         | Uomini – Doppio  | Hansjörg Raffl Norbert Huber Italia              | Kurt Brugger Wilfried Huber Italia                                                            | Bernhard Kammerer Walter Brunner Italia          |
| 17-18 gennaio 1987            | Oberhof     | Germania Est   | Donne – Singolo  | Cerstin Schmidt Germania Est                     | Ute Oberhoffner Germania Est                                                                  | Gabriele Kohlisch Germania Est                   |
| 17-18 gennaio 1987            | Oberhof     | Germania Est   | Uomini – Singolo | René Friedl Germania Est                         | Thomas Jacob Germania Est                                                                     | Michael Walter Germania Est                      |
| 17-18 gennaio 1987            | Oberhof     | Germania Est   | Uomini – Doppio  | René Keller Lutz Kühnlenz Germania Est           | Stefan Ilsanker Georg Hackl Germania Ovest e Thomas Schwab Wolfgang Staudinger Germania Ovest |                                                  |
| 31 gennaio - 1º febbraio 1987 | Imst        | Austria        | Donne – Singolo  | Gabriele Kohlisch Germania Est                   | Cerstin Schmidt Germania Est                                                                  | Marie-Luise Rainer Italia                        |
| 31 gennaio - 1º febbraio 1987 | Imst        | Austria        | Uomini – Singolo | Norbert Huber Italia                             | Paul Hildgartner Italia                                                                       | Markus Prock Austria                             |
| 31 gennaio - 1º febbraio 1987 | Imst        | Austria        | Uomini – Doppio  | Thomas Schwab Wolfgang Staudinger Germania Ovest | Hansjörg Raffl Norbert Huber Italia                                                           | Bernhard Kammerer Walter Brunner Italia          |
| 7-8 febbraio 1987             | Königssee   | Germania Ovest | Donne – Singolo  | Cerstin Schmidt Germania Est                     | Veronika Oberhuber Italia                                                                     | Gabriele Kohlisch Germania Est                   |
| 7-8 febbraio 1987             | Königssee   | Germania Ovest | Uomini – Singolo | Jens Müller Germania Est                         | Michael Walter Germania Est                                                                   | René Friedl Germania Est                         |
| 7-8 febbraio 1987             | Königssee   | Germania Ovest | Uomini – Doppio  | Stefan Ilsanker Georg Hackl Germania Ovest       | Thomas Schwab Wolfgang Staudinger Germania Ovest                                              | Jörg Hoffmann Jochen Pietzsch Germania Est       |
| 21-22 febbraio 1987           | Calgary     | Canada         | Donne – Singolo  | Cerstin Schmidt Germania Est                     | Gabriele Kohlisch Germania Est                                                                | Ute Oberhoffner Germania Est                     |
| 21-22 febbraio 1987           | Calgary     | Canada         | Uomini – Singolo | René Friedl Germania Est                         | Norbert Huber Italia                                                                          | Markus Prock Austria                             |
| 21-22 febbraio 1987           | Calgary     | Canada         | Uomini – Doppio  | Jörg Hoffmann Jochen Pietzsch Germania Est       | Stefan Ilsanker Georg Hackl Germania Ovest                                                    | Thomas Schwab Wolfgang Staudinger Germania Ovest |
| 28 febbraio - 1º marzo 1987   | Lake Placid | Stati Uniti    | Donne – Singolo  | Bonny Warner Stati Uniti                         | Veronika Oberhuber Italia                                                                     | Cammy Myler Stati Uniti                          |
| 28 febbraio - 1º marzo 1987   | Lake Placid | Stati Uniti    | Uomini – Singolo | Norbert Huber Italia                             | Frank Masley Stati Uniti                                                                      | Georg Hackl Germania Ovest                       |
| 28 febbraio - 1º marzo 1987   | Lake Placid | Stati Uniti    | Uomini – Doppio  | Thomas Schwab Wolfgang Staudinger Germania Ovest | Hansjörg Raffl Norbert Huber Italia                                                           | Stefan Ilsanker Georg Hackl Germania Ovest       |

## Classifiche

### Singolo uomini
| Pos. | Nome             | Nazione      |
| ---- | ---------------- | ------------ |
| 1    | Norbert Huber    | Italia       |
| 2    | René Friedl      | Germania Est |
| 3    | Markus Prock     | Austria      |
| 3    | Paul Hildgartner | Italia       |

### Singolo donne
| Pos. | Nome               | Nazione      |
| ---- | ------------------ | ------------ |
| 1    | Cerstin Schmidt    | Germania Est |
| 2    | Marie-Luise Rainer | Italia       |
| 3    | Gabriele Kohlisch  | Germania Est |
| 3    | Bonny Warner       | Stati Uniti  |

### Doppio
| Pos. | Nome                              | Nazione        |
| ---- | --------------------------------- | -------------- |
| 1    | Thomas Schwab Wolfgang Staudinger | Germania Ovest |
| 2    | Stefan Ilsanker Georg Hackl       | Germania Ovest |
| 3    | Hansjörg Raffl Norbert Huber      | Italia         |